# Геохімічні провінції
Геохімі́чні прові́нції (рос.геохимические провинции, англ. geochemical provinces, нім. geochemische Provinzen f pl) — великі геохімічно однорідні області з певною асоціацією елементів, близькі за розмірами до металогенічних, петрографічних, гідрогеологічних та інш. провінцій.
Межі геохімічних провінцій нерідко встановлюються на основі тектонічних, петрографічних, металогенічних і інших ознак.
Рідше геохімічні провінції виділяють тільки за даними геохімічних досліджень.
Характерна особливість ряду геохімічних провінцій — підвищена концентрація в них певних «типоморфних» хімічних елементів.
Так, для Кавказу типоморфні мідь, молібден і частково поліметали. Своєрідність окремих геохімічних провінцій визначається їх геологічною історією, кліматом. Біогеохімічні провінції характеризуються надлишком або дефіцитом певних елементів, з чим пов'язані деякі захворювання людей, домашніх тварин і культурних рослин.
Так, місцями спостерігається надлишок у ґрунтах, водах, рослинності фтору (розвивається важка хвороба — флюороз), молібдену (подагра), бору (шлунково-кишкові хвороби), нікелю (сліпота овець), міді (недокрів'я домашніх тварин) і т.і. Дефіцит елементів особливо характерний для біогеохім. провінцій вологого клімату. 
Вивчення геохімічних провінцій важливе для прогнозування родовищ корисних копалин, охорони довкілля, боротьби з ендемічними захворюваннями.